# Secretaria de Coordenação das Estatais
A Secretaria de Coordenação e Governança das Empresas Estatais (Sest), desempenha seu papel nas corporações em que a União possui a maior parcela do capital social com direito a voto, seja de maneira direta ou indireta, abrangendo as empresas públicas, sociedades de economia mista, suas subsidiárias e controladas, além de outras entidades reconhecidas como empresas estatais federais.
Instituída pelo Decreto nº. 8.818, de 21 de julho de 2016, a Sest assume a responsabilidade pela elaboração do Programa de Dispêndios Globais – PDG – e pela formulação da proposta do Orçamento de Investimentos – OI – das empresas estatais federais. Além disso, desempenha o papel de operacionalizar as indicações de Administradores e de Conselheiros Fiscais que representam o Ministério da Economia. A Secretaria também emite pareceres sobre as demandas das empresas estatais, abrangendo aspectos relacionados à política de pessoal, aprovação e possíveis modificações nos planos de previdência dessas entidades, bem como o custeio do benefício de assistência à saúde.
A busca contínua pelo aprimoramento da gestão administrativa, visando o aumento da eficácia e transparência nas operações das empresas estatais federais, e a aplicação da Lei de Responsabilidade das Estatais, Lei nº 13.303/2016, são também diretrizes e estímulos fundamentais da Secretaria. Tais ações estão alinhadas com o propósito constante de fortalecer as empresas vinculadas à União.

## Histórico
Embora algumas instituições tenham sido estabelecidas desde o século XVII, como a Casa da Moeda do Brasil (1694), e no século XIX tenham surgido o Banco do Brasil (1808) e a Caixa Econômica Federal (1861), o impulso inicial para a criação de empresas estatais no Brasil ocorreu no início da década de 1940, devido às dificuldades de importação causadas pela Segunda Guerra Mundial (1938-1945) e à necessidade de rápida industrialização. Diante da burocracia da administração direta e da incipiente produção privada nacional, as empresas estatais tornaram-se uma solução, destacando-se por sua agilidade administrativa, autonomia financeira e flexibilidade na gestão de pessoal. Desse período, surgiram a Companhia Siderúrgica Nacional - CSN (1941), a Companhia Vale do Rio Doce - CVRD (1942) e a Companhia Hidrorlétrica do São Francisco - CHESF (1945).
Nos anos seguintes, o governo Getúlio Vargas estabeleceu o BNDES e BNB (1952) e a Petrobrás (1953). Durante o governo de Juscelino Kubitschek, o Brasil experimentou um rápido crescimento econômico, marcado pela construção de Brasília, e a criação de empresas como Furnas e RFFSA (1957). Entre 1964 e 1985, 47 empresas estatais foram criadas, desempenhando um papel significativo para o Brasil. Esse período testemunhou uma aceleração na criação de empresas, destacando-se a Embraer e os Correios em 1969, SERPRO em 1970, Telebrás, Embrapa e Infraero em 1972, Codevasf e Dataprev em 1974, Radiobrás, Imbel, Nuclep e Eletronuclear em 1975, entre outras.
Com o aumento do número de empresas estatais, tornou-se crucial estabelecer um órgão central para coordenar e monitorar os investimentos, alinhando-os com as diretrizes políticas, econômicas e sociais do Governo Federal. Nesse contexto, a Secretaria de Controle de Empresas Estatais (Sest) surgiu por meio do Decreto nº 84.128, de 29 de outubro de 1979, como órgão central do Subsistema de controle de recursos e dispêndios de empresas estatais, no âmbito do Sistema de Planejamento Federal. Inicialmente, a Sest foi integrada à estrutura da Presidência da República, vinculada à Secretaria de Planejamento (Seplan), com status de Ministério, tendo Nelson Mortada como seu primeiro Secretário.
Em 1987, as primeiras iniciativas de desestatização surgiram como uma forma de sanar as despesas públicas. Nesse ano, a Sest foi transferida da estrutura da Presidência da República para a do Ministério da Fazenda, conforme estabelecido pelo Decreto nº 94.159, de 31 de março de 1987. Em 1988, devido às negociações em torno da promulgação da Constituição Federal, a Sest retornou à estrutura da Presidência da República, conforme o Decreto nº 96.902, de 03 de outubro de 1988. Sob uma nova denominação (Secretaria de Orçamento e Controle de Empresas Estatais), ficou novamente vinculada à Seplan, que também recebeu uma nova denominação (Secretaria de Planejamento e Coordenação).
Nos primeiros anos da década de 1990, as desestatizações tornaram-se parte integrante da agenda governamental, oficializadas pela Lei nº 8.031, de 12 de abril de 1990, que estabeleceu o Programa Nacional de Desestatização (PND). O lançamento do PND resultou na extinção da Secretaria de Planejamento (Seplan), com suas responsabilidades transferidas para a recém-criada Secretaria Nacional de Planejamento, dentro da estrutura do Ministério da Economia, Fazenda e Planejamento, conforme determinado pela Lei nº 8.028, também em 12 de abril de 1990. Durante esse período, a supervisão das empresas estatais foi designada ao Departamento de Orçamentos da União, sob a alçada da Secretaria Nacional de Planejamento, conforme estipulado pelo Decreto nº 80, de 05 de abril de 1991. No âmbito desse departamento, surgiu a Coordenação de Controle de Empresas Estatais (Cest), absorvendo grande parte da equipe técnica da extinta Sest. Em 1992, a Seplan foi restabelecida na estrutura da Presidência da República por meio da Lei nº 8.490, de 19 de novembro de 1992, reassumindo o status de Ministério e sendo denominada Secretaria de Planejamento, Orçamento e Coordenação. Com essa mudança, a coordenação das empresas estatais foi atribuída à Secretaria de Planejamento e Avaliação, vinculada à Seplan. As desestatizações continuaram a ser prioridade, resultando nas privatizações da CSN (1993) e Embraer (1994). Uma estrutura dedicada ao monitoramento e coordenação das empresas estatais foi restabelecida com a criação da Sest, por meio da Medida Provisória nº 480, de 27 de abril de 1994, agora denominada Secretaria de Coordenação e Controle das Empresas Estatais e vinculada à Seplan. Embora tenha sido transformada no Ministério do Planejamento e Orçamento (MPO) pela Medida Provisória nº 813, de 1º de janeiro de 1995 (convertida na Lei nº 9.649, de 27 de maio de 1998), a Sest manteve a maior parte de suas atribuições e estrutura.
Entre 1995 e 2003, foram criadas 27 empresas estatais, incluindo a Transportadora Brasileira Gasoduto Brasil-Bolívia. Em 1999, o MPO passou a se chamar Ministério do Orçamento e Gestão (MOG), conforme a Medida Provisória nº 1.795, de 1º de janeiro de 1999. Nessa mesma data, a Sest foi transformada no Departamento de Coordenação e Controle das Empresas Estatais (Dest), por meio do Decreto nº 2.923, sendo vinculado à Secretaria-Executiva do MOG. Destacam-se as desestatizações da CVRD (1997) e da Telebrás (1998). No período de 2003 a 2010, foram estabelecidas 23 empresas públicas, com destaques para a Hemobrás em 2004 e a Empresa Brasileira de Comunicação (EBC) em 2007. Em linha com a evolução das instituições de mercado, o Departamento de Coordenação e Governança das Empresas Estatais (Dest) expandiu suas atividades para atuar como um promotor de boas práticas de gestão e um referencial em governança corporativa para o setor público. Em 2009, por meio do Decreto nº 6.929, de 06 de agosto de 2009, houve uma alteração na denominação do Dest, que passou a ser chamado de Departamento de Coordenação e Governança das Empresas Estatais.
Com o intuito de consolidar o papel desempenhado pelo Departamento, auxiliar na elaboração da Lei de Responsabilidade das Estatais, promulgada pela Lei nº 13.303, de 30 de junho de 2016, e fortalecer a governança e acompanhamento das empresas estatais federais, foi estabelecida a Secretaria de Coordenação e Governança das Empresas Estatais (Sest) no âmbito do Ministério do Planejamento, Desenvolvimento e Gestão (MP). Criada pelo Decreto nº 8.818, de 21 de julho de 2016, essa Secretaria representa uma expansão e especificação do papel anteriormente exercido pelo Dest.
A transformação do Departamento em Secretaria foi motivada, em grande parte, pela decisão governamental de reestruturar societariamente as empresas estatais federais, com foco na criação de valor para a sociedade e no fortalecimento da governança, em conformidade com a Lei de Responsabilidade das Estatais. Essa legislação estabelece novas diretrizes para a nomeação de dirigentes e aprofunda as orientações de governança, abrangendo aspectos como licitações, contratos, criação de comitê interno de auditoria e gestão de riscos. A Secretaria tem como principal direcionamento e motivação o estímulo ao aprimoramento da gestão administrativa das empresas estatais federais, buscando aumentar a eficiência e transparência em sua atuação. As empresas estatais passam por uma avaliação contínua, com o objetivo de gerar mais resultados para a sociedade e promover a eficiência do investimento público.